# Johannes Klein (Germanist)
Johannes Klein (* 2. Oktober 1904 in Gummersbach; † 21. November 1973 in Wehrda (Marburg)) war ein deutscher Germanist.

## Leben
Klein war Sohn eines evangelischen Predigers. Nach dem Abitur in Düsseldorf studierte er Philosophie, Literaturgeschichte und Geschichte vor allem in Marburg. Seine Dissertation bei Ernst Elster zum Thema „Walter Flex, ein Deuter des Weltkrieges“ (Marburg 1928) wies ihn als national und rechtsextrem aus. Er gehörte von 1925 bis 1927 zum Stahlhelm, für dessen Zeitschrift Jungstahlhelm er zahlreiche Beiträge schrieb, und ab 1927 zum rechtsradikalen Bund Oberland. 1933 wurde Klein Privatdozent für Deutsche Literaturgeschichte an der Philipps-Universität Marburg. Er unterzeichnete das Bekenntnis der Professoren an den deutschen Universitäten und Hochschulen zu Adolf Hitler. Dennoch heiratete er im März 1933 eine Frau, die nach NS-Kriterien „Halbjüdin“  war. Er verlor nach den Nürnberger Rassegesetzen 1938 seine Lehrerlaubnis und ging nach Schweden. Ab 1940 arbeitete er als Lektor der „Deutschen Akademie“ in Göteborg. Nach 1945 kehrte er zurück, wurde rehabilitiert und zunächst Assistent, 1948 außerplanmäßiger Professor; von 1959 bis zur Emeritierung 1970 hatte er einen ordentlichen Lehrstuhl in Marburg inne. Er befasste sich mit deutscher Lyrik, der Novelle und edierte das Werk von Marie von Ebner-Eschenbach.

## Schriften (Auswahl)
- Heimkehr zur deutschen Dichtung, 1948
- Geschichte der deutschen Novelle von Goethe bis zur Gegenwart, 1954
- Geschichte der deutschen Lyrik. Von Luther bis zum Ausgang des Zweiten Weltkrieges 1957; 2. Aufl. 1960
- Hermann Löns heute und einst, 1966